# Reaktionsenthalpie
Die Reaktionsenthalpie {\displaystyle \Delta H_{\mathrm {R} }} gibt die Änderung der Enthalpie im Verlauf einer Reaktion an, also den Energieumsatz einer bei konstantem Druck durchgeführten Reaktion (isobare Zustandsänderung). Nach dem Hess’schen Wärmesatz ist es – bei gleichem Endzustand – egal, auf welchem Weg die Reaktion stattfindet oder in welcher Form während der Reaktion Energie in Form von Wärme oder  Arbeit aufgenommen oder abgegeben wird. Die Reaktionsenthalpie ist immer die Differenz der Bildungsenthalpien der Produkte und der Reaktanten:
{\displaystyle \Delta H_{\mathrm {R} }=H_{\mathrm {Produkte} }-H_{\mathrm {Reaktante} }}
Da die innere Energie von Stoffen, insbesondere (realen) Gasen, von der Temperatur und dem Druck abhängig ist, können Energiebilanzen verschiedener Reaktionen nur dann direkt miteinander verglichen werden, wenn man sich auf gleiche Außenbedingungen bezieht. Dazu verwendet man meist Standardbedingungen, seltener Normalbedingungen. Die Reaktionsenthalpie unter Standardbedingungen heißt Standardreaktionsenthalpie {\displaystyle \Delta H_{\mathrm {R} }^{0}}.
In der Chemie wird meistens die molare Reaktionsenthalpie verwendet, bei der die Reaktionsenthalpie auf die Stoffmengen der zugrundegelegten Reaktionsgleichung (vgl. Umsatzvariable und Formelumsatz) bezogen wird. Die Einheit der molaren Reaktionsenthalpie ist dementsprechend Joule pro Mol {\displaystyle {\bigl (}\mathrm {\tfrac {J}{mol}} {\bigr )}}.
Bildungsenthalpien von organischen Substanzen können sehr gut mit der Benson-Methode berechnet werden.
Als Reaktionsenergie wird der Energieumsatz bezeichnet, wenn die Reaktion bei konstantem Volumen abläuft (isochore Zustandsänderung). Der Unterschied zur Reaktionsenthalpie entspricht der Arbeit (Verschiebungsarbeit), die bei konstantem Druck mit der Volumenänderung verbunden ist.

## Vorzeichen

### Negativ: exotherm

exotherme Reaktion;
in der Abbildung entspricht im Text

Da die Energiebilanz für das System angegeben wird, ist {\displaystyle \Delta H_{\mathrm {R} }} negativ, wenn die Produkte energetisch tiefer als die Edukte liegen und somit insgesamt Energie abgegeben wird:
{\displaystyle {\begin{aligned}\Delta H_{\mathrm {R} }&<0\\\Leftrightarrow H_{\mathrm {Produkte} }&<H_{\mathrm {Edukte} }\end{aligned}}}
Wandelt man die freiwerdende Energie nicht um, so wird Wärme freigesetzt und die Probe erwärmt sich. Die Reaktion ist also exotherm.

### Positiv: endotherm

endotherme Reaktion;
in der Abbildung entspricht im Text

Muss jedoch Energie aufgenommen werden, da die Produkte eine höhere Energie als die Edukte haben, wird {\displaystyle \Delta H_{\mathrm {R} }} positiv:
{\displaystyle {\begin{aligned}\Delta H_{\mathrm {R} }&>0\\\Leftrightarrow H_{\mathrm {Produkte} }&>H_{\mathrm {Edukte} }\end{aligned}}}
Die nötige Energie wird häufig aus der Umgebungswärme entnommen, die Umgebung wird kälter. Prozesse, bei denen Wärme aufgenommen wird, heißen endotherm.

### Quantifizierung
Bei Reaktionen molekularer Stoffe lässt sich das Vorzeichen der Reaktionsenthalpie {\displaystyle \Delta H_{\mathrm {R} }} anhand der aufgebrochenen und neu gebildeten Bindungen während der Reaktion abschätzen. Dies beruht auf der Beobachtung, dass polare Bindungen stabiler, also energieärmer, als unpolare Bindungen sind. Sind mehr polare Bindungen in den Produktmolekülen als in den Eduktmolekülen vorhanden, so handelt es sich um eine exotherme, im umgekehrten Fall um eine endotherme Reaktion.
Ein zweiter genauerer Weg beruht auf der Differenzrechnung der Bildungsenthalpien von Edukten und Produkten.

## Temperaturabhängigkeit
Die Reaktionsenthalpie ist wie die Bildungsenthalpie temperaturabhängig. Unter der Voraussetzung, dass es im betrachteten Temperaturintervall  (von {\displaystyle T_{1}} nach {\displaystyle T_{2}}) nicht zu einem Phasenübergang kommt, ergibt sich die Enthalpie bei {\displaystyle T_{2}} wie folgt:
{\displaystyle H(T_{2})=H(T_{1})+\int _{T_{1}}^{T_{2}}\mathrm {C} _{\mathrm {p} }\,\cdot \mathrm {d} T}.
Wenn die Wärmekapazität {\displaystyle C_{p}} innerhalb des gewählten Temperaturbereichs ungefähr konstant bleibt, kann sie näherungsweise vor das Integral gezogen werden.
Wenn nun eine Reaktion betrachtet wird, ergibt sich für die Reaktionsenthalpie das Kirchhoffsche Gesetz:
{\displaystyle \Rightarrow \Delta H_{\mathrm {R} }(T_{2})=\Delta H_{\mathrm {R} }(T_{1})+\int _{T_{1}}^{T_{2}}\Delta _{\mathrm {R} }C_{\mathrm {p} }\cdot \mathrm {d} T}.
Dabei ergibt sich {\displaystyle \Delta _{\mathrm {R} }C_{\mathrm {p} }} aus den molaren Wärmekapazitäten der an der Reaktion beteiligten Stoffe und ihren zugehörigen stöchiometrischen Faktoren {\displaystyle \nu }:
{\displaystyle \Delta _{\mathrm {R} }C_{\mathrm {p} }=\sum _{k=1}^{N}\nu _{\mathrm {k} }\cdot C_{\mathrm {p,k} }}

## Verwandte Größen
Bei konstantem Druck:
- Enthalpie
- Gibbs-Energie (freie Enthalpie)
- Chemisches Potential

Bei konstantem Volumen:
- Innere Energie
- Helmholtz-Energie